# Rynek kapitałowy
Rynek kapitałowy – segment rynku finansowego, na którym są zawierane transakcje średnio- i długoterminowymi instrumentami finansowymi, takimi jak akcje i obligacje. Zwyczajowo (ale też w przepisach prawnych wielu krajów), cezurą czasową oddzielającą rynek pieniężny od kapitałowego jest termin zapadalności instrumentu finansowego wynoszący jeden rok.
Rynek kapitałowy zaspokaja potrzeby kapitałowe przedsiębiorstw w średnim i długim terminie. Ze względu na jego globalny zasięg i rozbudowaną strukturę pozwala zmobilizować duży kapitał. Dla inwestorów stanowi atrakcyjne miejsce dla lokowania kapitału w papiery wartościowe o różnym poziomie ryzyka.
Podstawowe funkcje rynku kapitałowego:
- pozyskiwanie kapitału przez emitentów,
- uzyskiwanie dochodów przez inwestorów, którzy udostępniają kapitał emitentom (np. dywidendy),
- efektywna alokacja środków w gospodarce,
- właściwa wycena instrumentów finansowych (papierów wartościowych).

Podstawową formą rynku kapitałowego jest rynek papierów wartościowych, które mogą mieć charakter:
- udziałowy (akcje, prawa do akcji, prawa poboru, warranty subskrypcyjne, kwity depozytowe i certyfikaty inwestycyjne funduszy inwestycyjnych zamkniętych);
- dłużny (obligacje i listy zastawne).

## Podział rynku kapitałowego
Według kryterium miejsca obrotów rynek kapitałowy dzieli się na:
- rynek publiczny – propozycja nabycia instrumentów finansowych jest kierowana do co najmniej 150 osób lub do nieoznaczonych adresatów, w dowolnej formie i w dowolny sposób;
- rynek niepubliczny – propozycja nabycia instrumentów finansowych jest kierowana do imiennie wskazanych osób w liczbie mniejszej niż 150.

Głównymi zaletami rynku publicznego w stosunku do niepublicznego jest przejrzystość, płynność, duży zasięg i możliwość zmobilizowania dużego kapitału.
Według kryterium miejsca emisji i sprzedaży rynek kapitałowy dzieli się na:
- rynek pierwotny – z propozycją nabycia instrumentów finansowych występuje emitent lub subemitent usługowy; kapitał pozyskany w wyniku emisji powiększa kapitały własne emitenta;
- rynek wtórny – z propozycją nabycia instrumentów finansowych występuje ich właściciel, np. Skarb Państwa dokonujący prywatyzacji, podmiot dominujący zmniejszający swój udział w spółce zależnej, inwestorzy dokonujący transakcji sprzedaży posiadanych akcji. Zorganizowany rynek wtórny prowadzi Giełda Papierów Wartościowych w Warszawie oraz spółka BondSpot.

Według kryterium sfery obrotu zorganizowany rynek kapitałowy dzieli się na:
- rynek regulowany – system obrotu instrumentami finansowymi dopuszczonymi do tego obrotu, działający w sposób stały zapewniający wszystkim uczestnikom powszechny i równy dostęp do informacji rynkowej w tym samym czasie, przy kojarzeniu ofert nabycia i sprzedaży instrumentów finansowych, oraz jednakowe warunki nabywania i zbywania tych instrumentów, zorganizowany i podlegający nadzorowi Komisji Nadzoru Finansowego i dzieli się na:
  - rynek giełdowy (Rynek Główny Giełdy Papierów Wartościowych w Warszawie oraz jeden segment detaliczny Catalyst),
  - rynek pozagiełdowy (BondSpot);
- alternatywny system obrotu – funkcjonujący poza rynkiem regulowanym wielostronny system kojarzenia ofert nabycia i zbycia instrumentów finansowych zgodnie z określonymi przez organizatora obrotu zasadami:
  - NewConnect prowadzony przez Giełdę Papierów Wartościowych w Warszawie;
  - segment Catalyst prowadzony przez Giełdę Papierów Wartościowych w Warszawie,
  - segment Catalyst prowadzony przez BondSpot.

## Uczestnicy rynku kapitałowego
Uczestnikami rynku kapitałowego są:
- Narodowy Bank Polski;
- podmioty finansowe:
  - banki komercyjne,
  - fundusze inwestycyjne i emerytalne,
  - towarzystwa ubezpieczeniowe,
  - zarządzający aktywami;
- podmioty organizujące lub pośredniczące w obrocie instrumentami finansowymi:
  - Giełda Papierów Wartościowych w Warszawie i BondSpot,
  - domy maklerskie i biura maklerskie,
  - animatorzy rynku,
  - doradcy inwestycyjni i maklerzy;
- inwestorzy indywidualni i instytucjonalni;
  - Komisja Nadzoru Finansowego (jako regulator);
  - Krajowy Depozyt Papierów Wartościowych.